# Beatriz Frazão
Beatriz Frazão (Lisboa, 12 de dezembro de 2003) é uma atriz portuguesa.

## Biografia
Nascida a dezembro de 2003, Beatriz Frazão tinha 11 anos quando se estreou em representação na novela da TVI, Jardins Proibidos.
Em 2016 estreou-se no Teatro protagonizando a peça A Princesinha de Frances Hodgson Burnett através do Grupo de Teatro Infantil Animarte. No mesmo ano regressou às novelas desta vez na novela de sucesso da SIC, Amor Maior, interpretando a personagem Daniela Resende, este projeto além de ter dado notoriedade à atriz, também lhe viria a valer um Globo de ouro revelação e um troféu televisão, entre vários prémios.
Em 2018 estreou-se no Teatro Nacional D. Maria II como protagonista da peça Alice no País das Maravilhas encenada por Maria João Luís e Ricardo Neves-Neves. Mais tarde, participou em novelas e séries, como Conta-me como Foi ou Vidas Opostas. Em cinema protagonizou As Cartas da Minha Mãe e Canção de Embalar, com a qual ganhou o prémio de Melhor Atriz jovem atribuído no Festival IndieX em Los Angeles.
Além da representação, foi campeã nacional de juniores base com um trio feminino em Ginástica acrobática. Queres Ser Ator? é o seu primeiro livro.
É filha do ator Miguel Frazão e de Lizete Conceição.
Em 2023, foi uma das protagonistas da 10.ª temporada de Morangos com Açúcar, na TVI.

## Filmografia

### Televisão
| Ano         | Projeto                     | Papel                       | Notas                             | Canal |
| ----------- | --------------------------- | --------------------------- | --------------------------------- | ----- |
| 2014 - 2015 | Jardins Proibidos           | Gabriela Catarino «Gabi»    | Elenco Principal                  | TVI   |
| 2016 - 2017 | Amor Maior                  | Daniela Resende Arnauth     | Co- Protagonista                  | SIC   |
| 2017        | A Família Ventura           | Inês                        | Elenco Principal                  | RTP1  |
| 2018 - 2019 | Vidas Opostas               | Lúcia «Lucinha» Lemos       | Elenco Principal                  | SIC   |
| 2019 - 2023 | Conta-me como Foi           | Susana Isabel Marques Lopes | Elenco Principal                  | RTP1  |
| 2020        | Quarenteens                 | Leonor                      | Protagonista                      | RTP1  |
| 2021        | Miss Beijo                  | Isabela                     | Protagonista                      | RTP1  |
| 2021 - 2023 | Para Sempre                 | Mafalda Proença             | Elenco Principal                  | TVI   |
| 2022        | Crimes Submersos            | Beatriz                     | Elenco Principal                  | RTP1  |
| 2022        | Contado Por Mulheres        | Maria João                  | Protagonista (Ep. ''As Vizinhas") | RTP1  |
| 2022        | A Lista                     | Alexandra «Alex»            | Elenco Adicional (OPTO)           | SIC   |
| 2022 - 2023 | Por Ti                      | Rita Melchior               | Elenco Principal                  | SIC   |
| 2023        | Lúcia, a Guardiã do Segredo | Mariana Gomes               | Elenco Adicional (OPTO)           | SIC   |
| 2023 - 2025 | Morangos com Açúcar (2023)  | Frederica «Kika» Amorim     | Protagonista                      | TVI   |
| 2025        | Vitória                     | Lia Nobre                   | Elenco Principal                  | SIC   |

### Cinema
| Ano  | Projeto                      | Papel    | Notas                                  |
| ---- | ---------------------------- | -------- | -------------------------------------- |
| 2013 | A Carta                      | Inês     |                                        |
| 2018 | A Escola das Artes - O Filme | Mónica   | Realizado por Nuto Santana             |
| 2019 | Canção de Embalar            | Madalena | Realizado por Armando da Silva Brandão |
| 2020 | My Mum's Letters             | Alice    |                                        |
| 2023 | A Minha Casinha              | Belinha  | Realizado por António Sequeira         |

### Teatro
| Ano  | Peça                         | Papel      | Notas                       |
| ---- | ---------------------------- | ---------- | --------------------------- |
| 2018 | Alice no País das Maravilhas | Alice      | Teatro Nacional D. Maria II |
| 2022 | O Diário de Anne Frank       | Anne Frank | Teatro da Trindade          |